# Mick Whitley
Michael Whitley (né le 17 novembre 1951) est un homme politique du parti travailliste britannique. Il est député pour Birkenhead de 2019 à 2024.

## Jeunesse et carrière professionnelle
Whitley est né à l'hôpital St Catherine, Birkenhead et grandit à Woodchurch. Son père et certains de ses frères travaillent dans l'industrie de la construction navale . Après un temps dans la marine marchande, Whitley travaille pour Vauxhall Motors devenant un permanent syndical et plus tard secrétaire régional pour Unite.

## Parcours politique
Whitley est élu député travailliste de Birkenhead aux élections générales de 2019, battant Frank Field. Field quitte le groupe travailliste après 40 ans au parti, et en tant que député de Birkenhead se présente comme candidat indépendant sous la bannière du Birkenhead Social Justice Party. Whitley remporte le siège avec une part de vote de 59 %, en baisse de 17,8 % par rapport au résultat obtenu par Field en 2017. Agé de 68 ans, il est le député le plus âgé à être élu pour la première fois en 2019.